# Ruhnu (wieś)
Ruhnu – wieś w Estonii, w prowincji Sarema, na wyspie Ruhnu, siedziba administracyjna gminy Ruhnu. W 2011 roku wieś liczyła 55 mieszkańców.
We wsi – jedynej na wyspie – znajduje się m.in. muzeum wyspy – Ruhnu Muuseum, z wystawą otwartą dla zwiedzających od 1998 roku. Mieści się tu również szkoła podstawowa z budynkiem z końca XIX wieku. Do roku 1944 lekcje prowadzono w języku szwedzkim. W latach 1978–1979 szkoła pozostawała zamknięta, ponieważ nie było dzieci w wieku szkolnym. W roku 2001 w szkole uczyło się trzynaścioro dzieci.
W sezonie letnim wyspa jak i wieś ma stałe połączenie z portem Roomassaare na wyspie Sarema. Stałe połączenie z kontynentem jest z portem w Parnawie, 96 km od Ruhnu. Niektóre łodzie zatrzymują się po drodze na Kihnu.